# Лаято
Лаято (также Лаяты, Лая-То) — пресноводное озеро в Заполярном районе на севере Ненецкого автономного округа, расположено на просторах Малоземельской тундры, к северу от возвышенности Лаямусюр.

## Общие сведения
Площадь озера 12,3 км². Высота над уровнем моря — 118 м. Протяжённость озера 5,4 км, в западной части ширина достигает 3,6 км. Площадь водосбора составляет 80,4 км2.

## Описание
Озеро Лаято имеет округлую форму, береговая линия слабо изрезана. Впадает несколько ручьёв, на юге вытекает река Лая, относящаяся к бассейну Печорского моря. Один небольшой остров в юго-западной части. Берега низкие, местами заболоченные, покрыты тундровой и болотной растительностью, кустарником.